# Družina (biologija)
Družína (latinsko familia; množina familiae) je v biologiji enota (skupina, kategorija) v njeni sistematiki živalskega in rastlinskega kraljestva, ki je nižja od reda. Družine se naprej delijo v rodove. Nekatere velike družine, kot so koze (Bovidae) in plovci (Anatidae), so razdeljena še v poddružine po skupinah podobnih rodov in nekatere še naprej v plemena oz. infradružine (tribus). 
Družina običajno dobi ime po določenem rodu, ki je značilen za celotno družino in mu pravimo tipski rod. Družine imajo pri živalih v latinskih imenih pripono -idae in pri rastlinah -aceae. Poddružine imajo pri živalih pripono -inae, naddružine pa -oidea. Na primer družina vranov se imenuje Corvidae, ker so vrane (Corvus) najznačilnejši rod v tej družini.